# 河村勇輝
河村 勇輝（かわむら ゆうき、2001年〈平成13年〉5月2日 - ）は、日本のプロバスケットボール選手。山口県柳井市出身。ポジションはポイントガード。NBAのシカゴ・ブルズにツーウェイ契約で所属している。

## 略歴
山口県柳井市出身。柳井市立新庄小学校、柳井中学校卒業。同校では全中ベスト16を経験。福岡第一高等学校では全国大会でタイトルを4回獲得し、ウィンターカップでは2連覇を達成しベストファイブにも選ばれた。第95回天皇杯では千葉ジェッツふなばしと対戦し、同じポジションで日本代表の富樫勇樹とも多く対峙した。
2020年1月20日、三遠ネオフェニックスに特別指定選手として加入。1月25日の千葉ジェッツ戦でデビューを果たし、18歳8ヶ月23日でB1史上最年少出場及び史上最年少得点の記録を更新した。2019-20シーズンは11試合に出場（7先発）、平均22.2分出場、12.6得点、2.0リバウンド、3.1アシストを記録した。
2020年4月、東海大学に進学した。11月27日、楽天とマネジメント契約締結。2020年11月、フォーブスジャパンによる「Forbes 30 UNDER 30 JAPAN 2020」に選出された。
大学1年では関東大学リーグ戦は中止、インカレでは東海大学のメンバーとして優勝。また3ポイント王を受賞した。
2020年12月19日、横浜ビー・コルセアーズ に特別指定選手としての入団が発表された。2021年2月28日の川崎戦で横浜での特別指定選手としての活動を終了した。2020-21シーズンは16試合に出場（1先発）、平均21.2分出場、6.0得点、2.3リバウンド、3.4アシストを記録し、2020-21シーズン新人賞ベストファイブに選出された。
大学2年の関東大学リーグ戦では優秀選手賞とアシスト王を受賞。インカレでは東海大学のメンバーとして準優勝。またアシスト王を受賞した。
2021年12月20日、前年に続き横浜ビー・コルセアーズに特別指定選手としての入団が発表された。2022年2月7日に第19回アジア競技大会の男子日本代表候補選手に招集された。2022年3月3日には、東海大学の中退、横浜ビー・コルセアーズと特別指定選手契約の2021-22シーズン終了までの延長と2022-23シーズンのプロ契約締結を発表した
2021-22シーズンは32試合に出場（6先発）、平均23.6分出場、10.0得点、2.9リバウンド、7.5アシストを記録した。
2022-23シーズンはBリーグMVP、ベストファイブ、新人賞などを受賞した。
2024年8月23日、Forbes JAPAN 30 UNDER 30 2024 Audi特別賞を受賞した。

### メンフィス・グリズリーズ/メンフィス・ハッスル
2024年9月6日にNBAのメンフィス・グリズリーズとのエグジビット10契約を結んだ。プレシーズンに出場後の10月19日にツーウェイ契約を結び、グリズリーズとGリーグのメンフィス・ハッスルでプレイすることとなった。開幕ロースターに残り、10月26日のヒューストン・ロケッツ戦で出場し、田臥勇太、渡邊雄太、八村塁に続く日本人4人目のNBAデビューを果たした。11月6日のロサンゼルス・レイカーズ戦で、フリースローによる得点でNBAでの初得点を記録した。11月9日のワシントン・ウィザーズ戦でNBAで初のフィールドゴールを3ポイントシュートで決めた。12月29日のオクラホマシティ・サンダー戦で、NBAで初めて二桁得点となる10得点を記録した。レギュラーシーズン最終戦となったダラス・マーベリックス戦では約28分のプレーで12得点、5アシスト、5リバウンドと、全てNBAでのキャリアハイとなる数字を記録した。チームはプレイオフ進出を決めたが、ツーウェイ契約ではプレイオフに出場出来ないことから、この試合がNBA1年目での最終試合となり、1年目はレギュラーシーズン22試合の出場に終わった。一方のGリーグのメンフィス・ハッスルでは、合計31試合に出場、シーズン1試合平均12.7得点、8.4アシスト、3.0リバウンドの成績を残した。またこの間、Gリーグオールスターゲームにはファン投票1位で選出された。

### シカゴ・ブルズ
25-26シーズンのサマーリーグにシカゴ・ブルズの一員として参加、5試合に出場し、そのうちの2試合ではダブルダブルを記録、1試合平均、10.2得点、6.2アシスト2.2スティール、3ポイント成功率41.7％の数字を残し、2025年7月19日にツーウェイ契約を結んだ。

## 人物
- 6歳でバスケを始め、小学2年生で地元のミニバスケットボールチームに加入。4年生から先発出場するが、敗北をきっかけに「毎日600本イン」が日課となった。6年生の頃、一点差で全国優勝を果たした。
- 小学校6年間、能代工業時代の田臥勇太の出場試合のDVDと、1990年代のNBAのDVDを観て育った[33]。
- NBAで1番尊敬する選手はマイケル・ジョーダン、その他アキーム・オラジュワンも好きな選手に挙げている[34]。好きなガードとしてはジョン・ストックトンやジェイソン・キッドなどのアシストが上手な選手で、同世代ではトレイ・ヤングを挙げている[33][34]。
- 中学生時代には楽しいバスケットボールをしたいという考えで、ジェイソン・ウィリアムズの55番を選択した[33]。
- 姉が二人いる。好きな食べ物は肉全般、エビフライ、アボカド、試合前にはうどんを食べるのがルーティーン。嫌いな食べ物はマシュマロ、トマト。
- 着用しているバスケットボールシューズは、ASICS UNPRE ARS LOW 2 PARIS というモデル。

## 日本代表歴
ユース時代に年代別日本代表に選出され、2017年のFIBA U16アジア選手権と、2018年のFIBA U18アジア選手権に出場した。
2022年7月、ワールドカップアジア予選、Window3の台湾戦でA代表デビューを果たした。同月、2022年FIBA男子アジアカップ日本代表に選出。初戦のカザフスタン戦はベンチスタートから13分間の出場で、8アシスト、2スティールを記録し、前半ビハインドの流れを変えるプレーを見せたことについて、渡邊雄太から「MVPは彼だった」と賞賛された。大会を通しては全5試合出場で、1試合平均出場時間11.7分、4.4得点、4.4アシスト、2.2スティールを記録した。

## 個人成績

### NBA

#### レギュラーシーズン
| シーズン | チーム | GP | GS | MPG | FG%  | 3P%  | FT%  | RPG | APG | SPG | BPG | TO | PPG |
| -------- | ------ | -- | -- | --- | ---- | ---- | ---- | --- | --- | --- | --- | -- | --- |
| 2024–25  | MEM    | 22 | 0  | 4.2 | .367 | .304 | .778 | .5  | .9  | .1  | .0  | .2 | 1.6 |
| 通算     | 通算   | 22 | 0  | 4.2 | .367 | .304 | .778 | .5  | .9  | .1  | .0  | .2 | 1.6 |

### NBAGリーグ

#### レギュラーシーズン
| シーズン | チーム | GP | GS | MPG  | FG%  | 3P%  | FT%  | RPG | APG | SPG | BPG | TO  | PPG  |
| -------- | ------ | -- | -- | ---- | ---- | ---- | ---- | --- | --- | --- | --- | --- | ---- |
| 2024–25  | MHU    | 24 | 24 | 31.0 | .400 | .410 | .742 | 2.6 | 7.8 | 1.3 | .2  | 2.5 | 12.4 |
| 通算     | 通算   | 24 | 24 | 31.0 | .400 | .410 | .742 | 2.6 | 7.8 | 1.3 | .2  | 2.5 | 12.4 |

### B.LEAGUE

#### レギュラーシーズン
| シーズン  | チーム    | GP  | GS  | MPG  | FG%  | 3P%  | FT%  | RPG | APG  | SPG | BPG | TO  | PPG  |
| --------- | --------- | --- | --- | ---- | ---- | ---- | ---- | --- | ---- | --- | --- | --- | ---- |
| 2019-20   | 三遠      | 11  | 7   | 22.2 | .389 | .373 | .767 | 2.0 | 3.1  | 1.5 | .0  | 2.9 | 12.6 |
| 2020-21   | 横浜      | 16  | 1   | 21.3 | .277 | .205 | .714 | 2.3 | 3.4  | 1.6 | .0  | 1.7 | 6.0  |
| 2021-22   | 横浜      | 32  | 6   | 23.6 | .418 | .318 | .736 | 2.9 | 7.5  | 1.3 | .0  | 2.1 | 10.0 |
| 2022-23   | 横浜      | 52  | 50  | 28.2 | .423 | .344 | .808 | 3.4 | 8.5* | 1.5 | .1  | 3.1 | 19.5 |
| 2023-24   | 横浜      | 56  | 56  | 30.4 | .416 | .318 | .865 | 3.0 | 8.1  | 1.1 | .1  | 3.3 | 20.9 |
| 通算：5年 | 通算：5年 | 167 | 120 | 25.1 | .385 | .312 | .778 | 2.7 | 6.1  | 1.4 | .0  | 2.6 | 13.8 |

#### Bリーグチャンピオンシップ
| シーズン | チーム | GP | GS | MPG  | FG%  | 3P%  | FT%   | RPG | APG | SPG | BPG | TO  | PPG  |
| -------- | ------ | -- | -- | ---- | ---- | ---- | ----- | --- | --- | --- | --- | --- | ---- |
| 2022-23  | 横浜   | 4  | 1  | 18.6 | .362 | .343 | 1.000 | 1.3 | 4.0 | 0.5 | .0  | 2.0 | 13.8 |

## ギャラリー

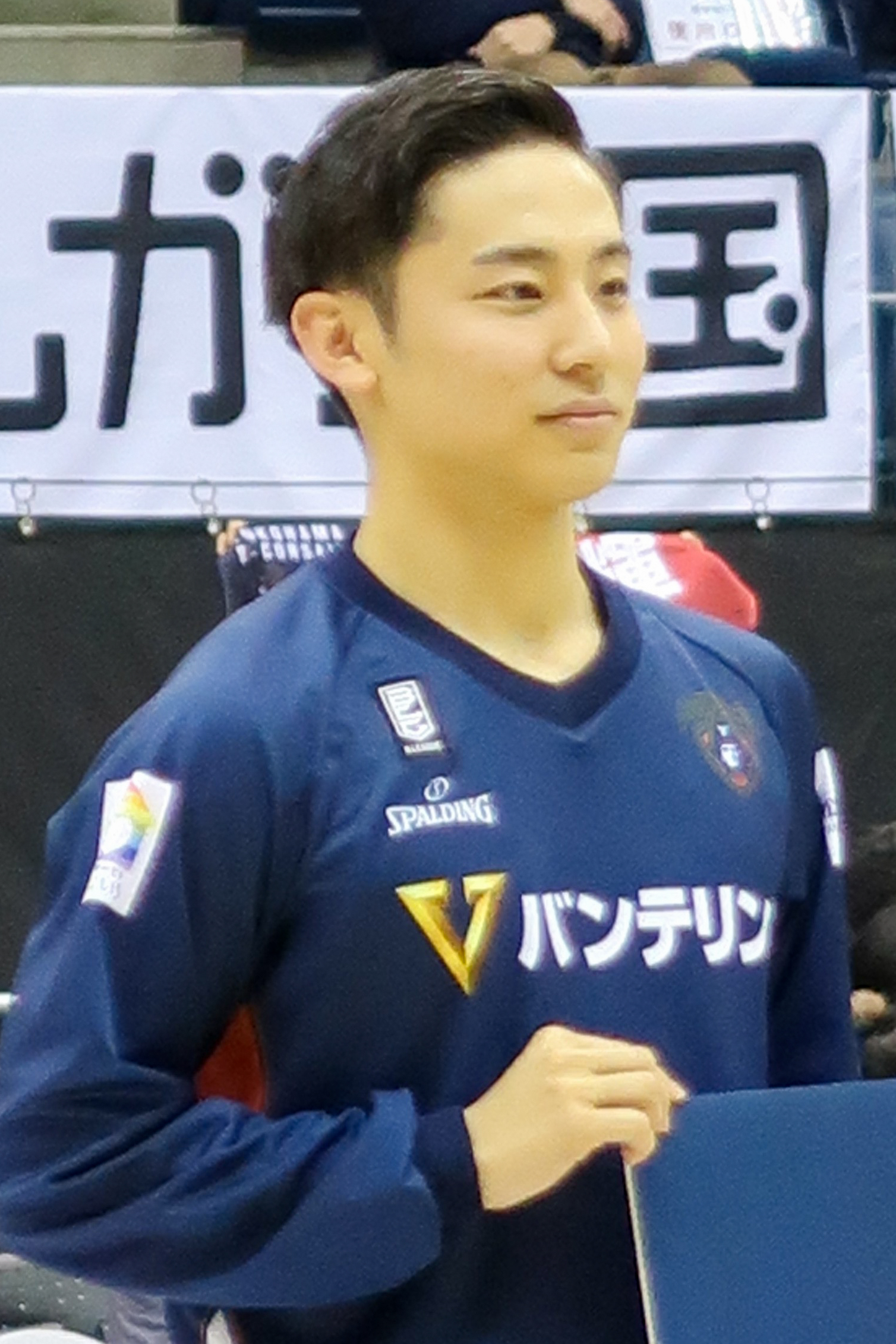
2021-01-03

## 出演

### CM
- アシックスジャパン「三年間じゃない、一生だ。」（2023年）[38]
- 明治「ザバス MILK PROTEIN」（2024年）[39]
- 日本コカ・コーラ
  - ジョージア「ひと息ついたら、景色が変わって見えた。」篇（2024年5月13日 - ）[40]
  - ジョージア THE LATTE「ちょうどいいラテ。」篇（2024年9月2日 - ）[41]
  - ジョージア BLACK「香りひろがる、心地よいコク。」篇（2024年9月2日 - ）[41]
  - ジョージア WEB CM「ひと息ついたら、一歩踏み出したくなった。」篇・「ささやかな恩返し」篇（2024年9月2日公開）[41]
  - アクエリアス「満ちてるキミは、いい顔だ。」篇（2025年4月21日 - ）[42]
- ティソ（2024年-）
- SHISEIDO MEN（2025年1月20日 - ） - アスリートアンバサダー[43]
  - 「選んだ道」篇（2025年4月8日 - ）[44]

## その他
2022年12月に国際バスケットボール連盟（FIBA）が映画『THE FIRST SLAM DUNK』の公開に合わせて、そのメインキャラクター5人を実在するアジアのバスケットボール選手と比較する記事を公開した際、河村は宮城リョータと比較され、文中では「これ以上ぴったりなものがあろうだろうか」と評された。
2023年FIBAバスケットボール・ワールドカップのグループリーグにおける河村の活躍に対して、『SLAM DUNK』のファンが多くいる中国では、「河村は『リアル宮城リョータ』だ」といった報道をするメディアもあった。
河村自身は2021年の『Hanako』のインタビューで「（引用者注：『SLAM DUNK』の）登場人物の中では宮城リョータが好きで。ポイントガードというポジションも一緒だし、小柄でスピードが武器というのもちょっと似ていて。宮城リョータの存在が自分のモチベーションにもなっていました」とコメントしている。